# Lea Martina Zaparka
Lea Martina Zaparka (* 26. Oktober 1995 als Lea Martina Hübner in Schweinfurt) ist eine deutsche Schauspielerin.

## Leben
Lea Martina Zaparka wuchs im Landkreis Rhön-Grabfeld auf und begann im Alter von neun Jahren in der Theatergruppe DJK Windshausen mit der Schauspielerei. 2005 trat sie dem Karnevalverein Stadtgarde (KVSG) bei und erhielt 2015 den Föderationsorden Europäischer Narren. Nach dem Abitur, welches sie 2016 am Rhön-Gymnasium Bad Neustadt abgeschlossen hatte, besuchte sie bis 2020 die Schauspielschule Kassel.
Während des Studiums war sie am Theater in der Wolfsschlucht beschäftigt und am Théâtre TACA in Paris 2018 in Une femme nommée Médée sowie von 2020 bis 2021 in Vie et mort de Marilyn Monroe.

## Filmografie
- 2021: Zweisamkeit
- 2021: Ghosts
- 2022: Das Verhör
- 2022: Die Freundinnen
- 2023: The Unstoppables
- 2024: Maskerade
- 2025: Office Racers
- 2025: When Hell Freezes Over

## Theater
- 2017: Rebell zum Schein (Minni)
- 2017: Krankheit der Jugend (Desire)
- 2017: Das Wasser des Lebens (Prinzessin Somnia) – Bad Hersfeld
- 2017–2018: Nichts. Was im Leben wichtig ist (Mädchen)
- 2018: Die Dreigroschenoper (Polly)
- 2018: Das Fest (Helene) – Kulturhaus Dock 4
- 2018: Es war einmal … (Dornröschen) – Karlsaue
- 2018: Une femme nommee Medee (Richterin) – Théâtre de Verre
- 2019: Richard der Dritte (Elisabeth)
- 2019: Rapunzel (Rapunzel) – Trendelburg
- 2019: Dornröschen (Dornröschen) – Sababurg
- 2019: Kokoro (Winnie) – Kulturhaus Dock 4[6]
- 2020: Tartuffe (Dorine)
- 2020: Bauern sterben (Die Tochter)
- 2020: Salome (Salome)
- 2020–2021: Vie et mort de Marilyn Monroe (Marilyn Monroe) – Théâtre TACA[7]